# Richard Lee Jackson
Richard Lee Jackson (Redlands, 29 mei 1979) is een Amerikaans acteur.
Jackson vertelde na een bezoek aan Universal Studios in Hollywood aan zijn ouders, Rick en Jeanine Jackson, dat hij wilde acteren. Hij was toen 12 jaar oud. In 1993 verhuisde de familie Jackson naar Los Angeles en hier begon Jackson zijn carrière. Het begon, in 1993, met een gastrol in Mighty Morphin Power Rangers. Hij werd ontdekt en scoorde al snel meer rollen. Zijn broer Jonathan Jackson is ook acteur.
Na gastrollen in The Good Life en Star Trek: Deep Space Nine, kreeg hij in 1995 een vaste rol in Saved by the Bell: The New Class. Hij stapte in 1998 uit de serie. Daarna was hij nog in verscheidene bekende televisieseries te zien, waaronder Boy Meets World en Ally McBeal.
Vanaf 2000 begon Jackson ook een filmcarrière. Hoewel hij in 1996 al in een televisiefilm te zien was, speelde hij nu in zowel films als televisiefilms. Enkele bekende televisiefilms zijn Trapped in a Purple Haze (2000) en Love's Long Journey (2005). De bekendste film waarin Jackson te zien was, is Bring It on Again (2004). Deze film kende ook een Nederlandse release.
Jackson zingt ook. Hij zong liedjes voor films en heeft een band met zijn broer; Scarlet Road. Samen brachten ze twee albums uit.
Jackson is op 2 januari 2005 gehuwd met Raquel Jackson, het paar woont in Northwest.